# 1999-es Formula–1 monacói nagydíj
A monacói nagydíj volt az 1999-es Formula–1 világbajnokság negyedik futama.

## Futam
Az időmérőn Häkkinen az első, Michael Schumacher a második rajtkockát szerezte meg, a német a rajtnál megelőzte vetélytársát, és fölényes győzelmet aratott. A negyedik helyről induló Eddie Irvine is a finn előtt tudott célba érni, mivel Häkkinen megcsúszott egy olajfolton.  Coulthard mechanikai hiba miatt esett ki. Ez volt az első kettős Ferrari győzelem a monacói nagydíjon.
|         | Rsz. | Versenyző             | Csapat             | Körök | Idő/Kiesések  | Rajthely | Pontok |
| ------- | ---- | --------------------- | ------------------ | ----- | ------------- | -------- | ------ |
| 1       | 3    | Michael Schumacher    | Ferrari            | 78    | 1:49:31,812   | 2        | 10     |
| 2       | 4    | Eddie Irvine          | Ferrari            | 78    | +30,476       | 4        | 6      |
| 3       | 1    | Mika Häkkinen         | McLaren-Mercedes   | 78    | +37,483       | 1        | 4      |
| 4       | 8    | Heinz-Harald Frentzen | Jordan-Mugen-Honda | 78    | +54,009       | 6        | 3      |
| 5       | 9    | Giancarlo Fisichella  | Benetton-Playlife  | 77    | +1 kör        | 9        | 2      |
| 6       | 10   | Alexander Wurz        | Benetton-Playlife  | 77    | +1 kör        | 10       | 1      |
| 7       | 19   | Jarno Trulli          | Prost-Peugeot      | 77    | +1 kör        | 7        |        |
| 8       | 5    | Alessandro Zanardi    | Williams-Supertec  | 76    | +2 kör        | 11       |        |
| 9       | 16   | Rubens Barrichello    | Stewart-Ford       | 71    | Kicsúszás     | 5        |        |
| Kiesett | 6    | Ralf Schumacher       | Williams-Supertec  | 54    | Kicsúszás     | 16       |        |
| Kiesett | 11   | Jean Alesi            | Sauber-Petronas    | 50    | Felfüggesztés | 14       |        |
| Kiesett | 12   | Pedro Diniz           | Sauber-Petronas    | 49    | Felfüggesztés | 15       |        |
| Kiesett | 18   | Olivier Panis         | Prost-Peugeot      | 40    | Motor         | 18       |        |
| Kiesett | 2    | David Coulthard       | McLaren-Mercedes   | 36    | Váltó         | 3        |        |
| Kiesett | 23   | Mika Salo             | BAR-Supertec       | 36    | Fékek         | 12       |        |
| Kiesett | 15   | Takagi Toranoszuke    | Arrows             | 36    | Motor         | 19       |        |
| Kiesett | 22   | Jacques Villeneuve    | BAR-Supertec       | 32    | Olajszivárgás | 8        |        |
| Kiesett | 17   | Johnny Herbert        | Stewart-Ford       | 32    | Felfüggesztés | 13       |        |
| Kiesett | 14   | Pedro de la Rosa      | Arrows             | 30    | Váltó         | 21       |        |
| Kiesett | 21   | Marc Gené             | Minardi-Ford       | 24    | Kicsúszás     | 22       |        |
| Kiesett | 20   | Luca Badoer           | Minardi-Ford       | 10    | Váltó         | 20       |        |
| Kiesett | 7    | Damon Hill            | Jordan-Mugen-Honda | 3     | Ütközés       | 17       |        |

## A világbajnokság élmezőnyének állása a verseny után
| H  | Versenyzők            | Pont | H  | Konstruktőrök      | Pont |
| -- | --------------------- | ---- | -- | ------------------ | ---- |
| 1. | Michael Schumacher    | 26   | 1. | Ferrari            | 44   |
| 2. | Eddie Irvine          | 18   | 2. | McLaren-Mercedes   | 20   |
| 3. | Mika Häkkinen         | 14   | 3. | Jordan-Mugen-Honda | 16   |
| 4. | Heinz-Harald Frentzen | 13   | 4. | Benetton-Playlife  | 8    |
| 5. | Ralf Schumacher       | 7    | 5. | Williams-Supertec  | 7    |

### Statisztikák
Vezető helyen: Michael Schumacher : 78 (1-78)
Michael Schumacher 35. győzelme, Mika Häkkinen 14. pole-pozíciója, 9. leggyorsabb köre.
- Ferrari 122. győzelme.